# (7248) Älvsjö
7248 Alvsjo (1992 EV21) – planetoida z pasa głównego asteroid okrążająca Słońce w ciągu 3,28 lat w średniej odległości 2,2 j.a. Odkryta 1 marca 1992 roku.